# Inside fireworks vol.1
inside fireworks vol.1（インサイド・ファイヤーワークス・ボリュームワン）は、2013年6月18日から会場限定で販売された、セカイイチの5曲入りCDRである。

## 概要
- 過去の名曲を、アコースティックアレンジで再録音した5曲入りCDR
- セカイイチメルマガ会員限定アコースティックライブ『inside fireworks vol.1』（東京・大阪・名古屋）会場にて300枚限定で発売

## 収録曲
1. ライトニングスタイル
2. 悲しい言葉
3. 朝と夜
4. アンテナ
5. あかり